# Zâmbreasca
Zâmbreasca è un comune della Romania di 1 730 abitanti, ubicato nel distretto di Teleorman, nella regione storica della Muntenia. È composto da un singolo villaggio, Zâmbreasca.